# Александър Починков
Александър Георгиев Починков е български комунист, офицер (полковник).
Партизански организатор (член на нелегалния Главен щаб на НОВА). Мобилизиран като запасен офицер, съорганизира и взема пряко участие в Деветосептемврийския преврат от 1944 г. После е началник на военното контраразузнаване – РО-2 (подотдела за вътрешно разузнаване и борба с противодържавните елементи във войската) на Разузнавателния отдел в периода 15 декември 1944 – 29 октомври 1948 г.

## Биография
Роден е в с. Коняво, Кюстендилско на 9 февруари 1910 г. Член е на БКП от 1929 г. Завършва (1932) Школата за запасни офицери в София с чин подпоручик. Става учител през 1933 г.
По време на военен сбор през 1935 г. на мобилизирани офицери във войската се запознава с офицера от действащата армия поручик Петър Илиев – единствения действащ офицер, който е член на БКП преди и след 9 септември 1944 г. Двамата започват да работят във военния център на БКП.
През 1942 г. Починков е мобилизиран като подпоручик в българската войска в състава на Противовъздушната батарея на София, командвана от приятеля му капитан Димитър Попов. Починков запознава Попов с капитан П. Илиев, който го убеждава да бъде приет за член на Главния щаб на НОВА.
Капитаните П. Илиев и Д. Попов с подпоручик А. Починков са главни инициатори и ръководители на Дветосептемврийския преврат. С противоъздушната батарея в София участват в завземането на властта в Министерството на войната, като при операцията им съдейства министърът на войната генерал-майор Иван Маринов. Подпоручик Починков на 10 септември 1944 г. е повишен в чин подполковник, а от 15 декември 1944 г. е полковник.
На 22 септември 1944 г. е назначен за помощник-началник на РО-2 при Щаба на войската (подотдела на военното разузнаване за борба с противодържавните елементи във войската), а от 26 декември 1944 г. е назначен за началник на РО-2 при Щаба на войската. Като началник РО-2 извършва проверки за политическа пригодност на войниците и офицерите от Българската армия, които заминават да се бият на фронта по време на водената Отечествена война на България против Нацистка Германия (1944 – 1945). По разпореждане на Народния съд ръководи арестуването, разследването и екзекутирането на военни лица, обвинени и осъдени от Народния съд, както и на участвали в заговори действащи и запасни офицери от нелегалните офицерски организации („Цар Крум“, „Неутрален офицер“ и др.), като успешно разкрива, арестува и предава на военния съд участниците в тези органзации (1945 – 1947).
През май 1947 г. е свален от поста, во продължава да работи в РО-2. На 10 юли 1947 г. Политбюро на ЦК на БКП препоръчва полковник А. Починков да бъде изпратен за военен аташе в СССР.
През 1948 г. е уволнен като началник на РО-2 при ЩВ. По-късно е разследван заедно с началника му гененерал Петър Вранчев по скалъпени обвиения, през 1954 г. е оправдан и отново е върнат на служба в Българската народна армия. Пенсионира се през 1976 г.

## Награди
- орден „За храброст“, офицерски кръст 4-та степен
- орден „Победа“ – от СССР
- орден „НРБ“, 1-ва степен
- орден „Георги Димитров“
- други ордени и медали